# Византийский обряд
Византи́йский обряд, греческий обря́д — литургическая система, разработанная в рамках Константинопольской православной церкви и принятая в других халкидонских церквях Востока (Александрийская, Антиохийская и Иерусалимская православные церкви). Славяне и румыны приняли византийский обряд из Константинополя.
Используется различными православными и восточнокатолическими церквями. Обычно, когда говорят о «православном богослужении», имеют в виду именно византийский обряд, хотя существуют православные общины, использующие другую литургическую традицию, равно как и грекокатолики проводят богослужения по византийскому обряду.
Византийский обряд включает в себя божественную литургию, другие таинства (крещение, венчание, евхаристия, рукоположение, елеосвящение, покаяние, миропомазание), утреня, вечерня, часы, всенощное бдение, литургический календарь, церковные требы (отчитка бесов, монашеский постриг, освящение плодов земли). Также с византийским обрядом связан византийский стиль в архитектуре и интерьере, византийские литургические облачения, а также византийская иконография. 
Исторически византийский обряд развивался под сильным влиянием антиохийского. В частности, одним из основоположников византийского обряда был Иоанн Златоуст. При Юстиниане византийский обряд приобрел имперский стиль и такие компоненты как Трисвятое и Иже херувимы. К VII веку византийский обряд окончательно обособился от латинского и армянского. 
В настоящее время в византийском обряде практикуется два чина Божественной литургии: Литургия Иоанна Златоуста и Литургия Василия Великого. Кроме того, по средам и пятницам Великого поста совершается Литургия преждеосвященных даров. В дни памяти апостола Иакова, брата Господня может совершаться Литургия апостола Иакова. Все богослужения византийского обряда совершаются в рамках суточного (дневного) круга, седмичного круга и годового круга.
Совершение литургии по архиерейскому чину в византийском обряде имеет ряд особенностей (не изменяющих общего чинопоследования) и отличается особой торжественностью.